# Sascha Lehnartz
Sascha Lehnartz (* 1969 in Remscheid) ist ein deutscher Journalist und Schriftsteller.

## Leben und Werk
Lehnartz studierte Vergleichende Literaturwissenschaften in Paris, Berlin, Santa Barbara und New York City. 2001 wurde Lehnartz am Department of Germanic Languages der Columbia University mit einer Arbeit über Spektakel und Spekulation – Walter Benjamins Pariser Passagen und die Geburt des Modernen Kapitalismus aus dem Geiste des Spiels zum PhD promoviert. Zudem ist Lehnartz Absolvent der Axel-Springer-Akademie.
Lehnartz arbeitete unter anderem für das SZ-Magazin und als Redakteur für das Ressort Gesellschaft der Frankfurter Allgemeinen Sonntagszeitung. 2008 wechselte er nach Paris, um als Frankreich-Korrespondent für die Redaktion der Welt bzw. Welt am Sonntag zu arbeiten.

## Werke
- Global Players. Warum wir nicht mehr erwachsen werden (2005), Fischer Taschenbuchverlag, ISBN 978-3-596-16368-7
- Unter Galliern: Pariser Leben (2012), Ullstein Taschenbuchverlag, ISBN 978-3-548-28500-9